# Basilika Nossa Senhora da Penha (Recife)

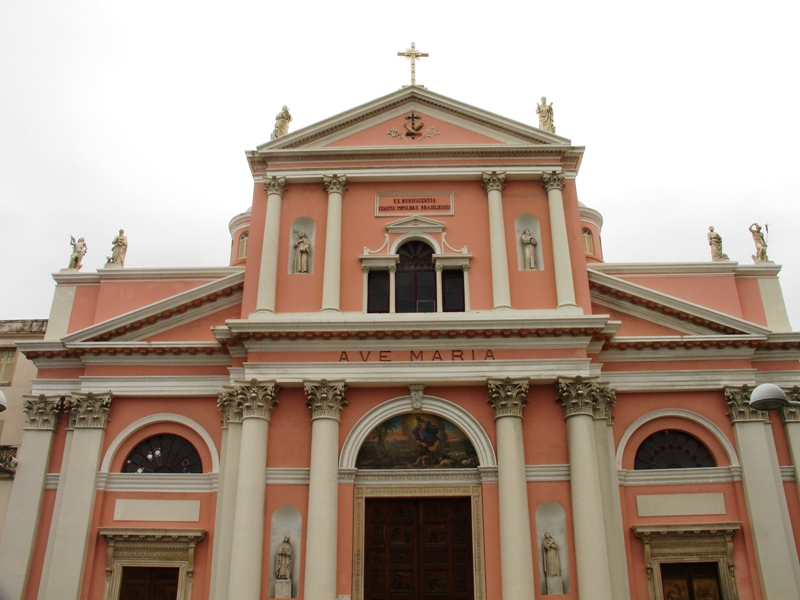
Basilika Unserer Lieben Frau vom Felsen

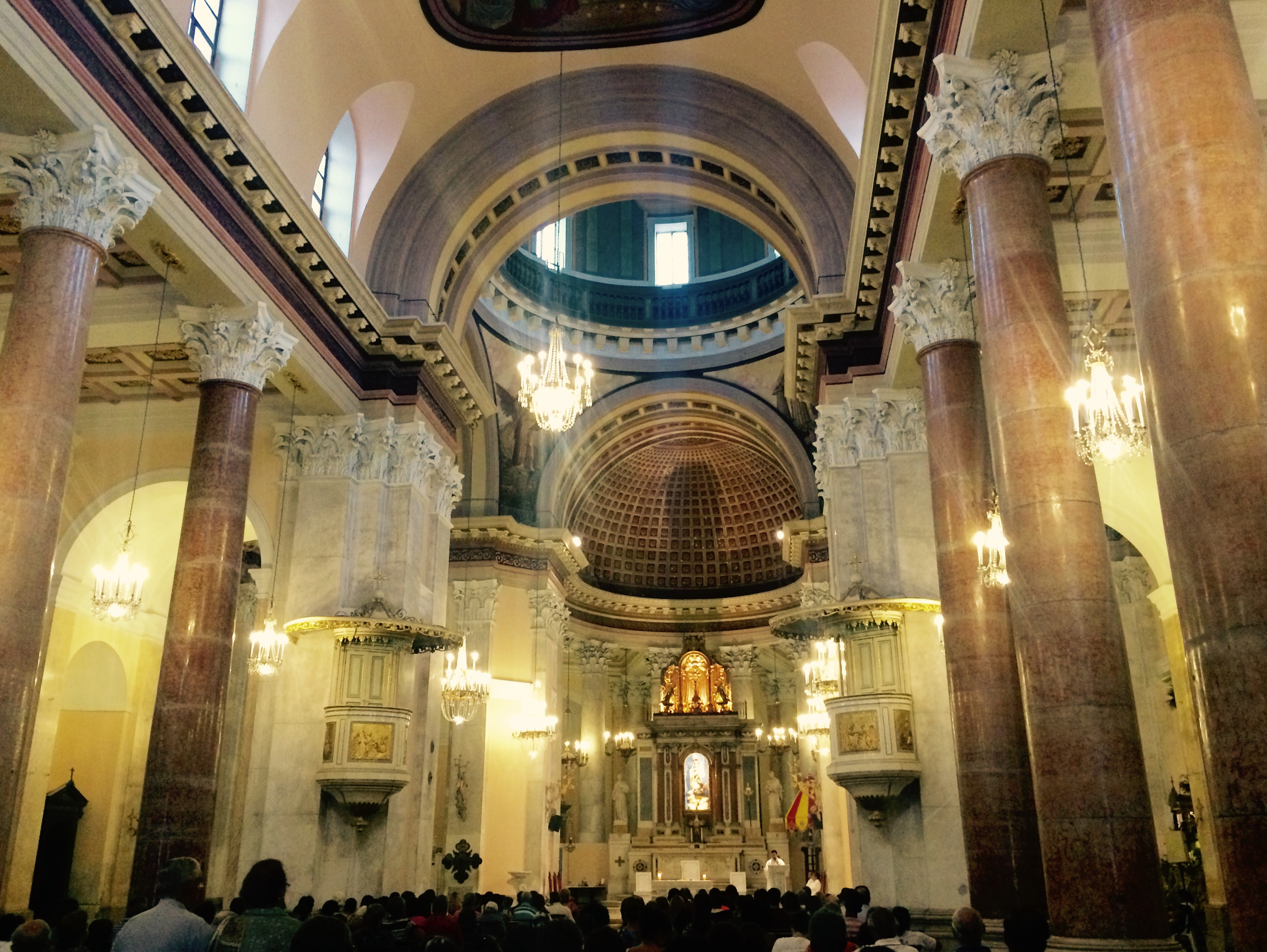
Innenraum

Die Basilika Nossa Senhora da Penha (deutsch Basilika Unserer Lieben Frau vom Felsen) ist eine Pfarrkirche in Recife, Hauptstadt der brasilianischen Provinz Pernambuco. Die Kirche des Kapuzinerklosters im Erzbistum Olinda e Recife war die erste des Ordens in Brasilien und trägt den Titel einer Basilica minor.

## Geschichte
Die Kirche im Stadtteil São Jose geht auf das Oratorium Fora de Porta de Santo Antônio zurück, das 1655, nach der Vertreibung der Holländer, von französischen Kapuzinern  gegründet wurde. Der Marientitel Nossa Senhora da Penha (de França) stammt von einem Gnadenbild auf dem Berg Peña de Francia in der spanischen Sierra de Francia. Die heutige Kirche wurde 1870 bis 1882 von Kapuzinern aus Venedig errichtet. Vorbild für das Bauwerk war die klassizistische Basilika San Giorgio Maggiore in Venedig. Papst Pius XII. erhob die Kirche 1949 zur Basilica minor. Zwischen 2007 und 2014 fanden umfassende Restaurierungen statt.
Traditionell versammelt die Basilika von Penha freitags eine große Zahl von Gläubigen, wenn die Kapuziner den ganzen Tag über den Segen des St. Felix erteilen, eines heiliggesprochenen Kapuzinerbruders.

## Bauwerk
Die dreischiffige Basilika im Stil der Neorenaissance hat einen kreuzförmigen Grundriss mit einer bedeutenden Vierungskuppel über einem Tambour. Auf der Chorseite stehen hohe Glockentürme.
Der Hauptaltar besitzt neben einem Flachrelief die von Valentino Besarel aus Marmor geschnitzte Figuren von Franz von Assisi und Antonius von Padua, dem italienischen Bildhauer werden auch weitere Kunstwerke der Kirche zugerechnet. Einige Fresken stammen vom Brasilianer Murillo La Greca, die Herkunft vieler anderer Kunstwerke ist nicht dokumentiert.